# Велферсхајм
Велферсхајм (њем. Wölfersheim) општина је у њемачкој савезној држави Хесен. Једно је од 25 општинских средишта округа Ветерау. Према процјени из 2010. у општини је живјело 9.883 становника. Посједује регионалну шифру (AGS) 6440024.

## Географски и демографски подаци
Велферсхајм се налази у савезној држави Хесен у округу Ветерау. Општина се налази на надморској висини од 142 метра. Површина општине износи 43,2 km². У самом мјесту је, према процјени из 2010. године, живјело 9.883 становника. Просјечна густина становништва износи 229 становника/km².